# Raddiella molliculma
Raddiella molliculma är en gräsart som först beskrevs av Jason Richard Swallen, och fick sitt nu gällande namn av Cléofe Elsa Calderón och Thomas Robert Soderstrom. Raddiella molliculma ingår i släktet Raddiella och familjen gräs. Inga underarter finns listade i Catalogue of Life.